# Éviré
En héraldique, éviré s'utilise pour indiquer que le sexe de certains animaux n’est exceptionnellement pas représenté,. Ce cas est très rare.